# Chester (Maryland)
Chester – jednostka osadnicza w Stanach Zjednoczonych, w stanie Maryland, w hrabstwie Queen Anne’s.